# Serraca glos
Serraca glos là một loài bướm đêm trong họ Geometridae.